# Magdalena Jetelová
Magdalena Jetelová (Semily, 1946) è una scultrice e fotografa ceca, che vive e lavora prevalentemente in Germania.

## Biografia
Ha studiato dal 1964 all'Accademia delle Arti Figurative di Praga, dal 1967 al 1968 all'Accademia di Brera a Milano (da Marino Marini) e ha terminato i suoi studi nel 1971, di nuovo a Praga.
Nel 1985, ha ricevuto una borsa di studio dalla città di Monaco di Baviera e si è stabilita in Germania. Nel 1987 è stata rappresentata alla Documenta 8.
Nel 1988 ha ricevuto l'incarico di Visiting Professor all'Accademia delle Arti Figurative di Monaco e l'anno successivo alla Sommerakademie di Salisburgo.
Dal 1990 al 2004 è stata inoltre Visiting Professor all'Accademia Nazionale dell'Arte di Düsseldorf.
Nel 1992 è entrata nell'Accademia dell'Arte di Berlino e nel 1994 è stata consulente nella gestione del Castello di Praga.
Dal 2004 è professoressa di scultura all'Accademia delle Arti Figurative di Monaco.

## Opere

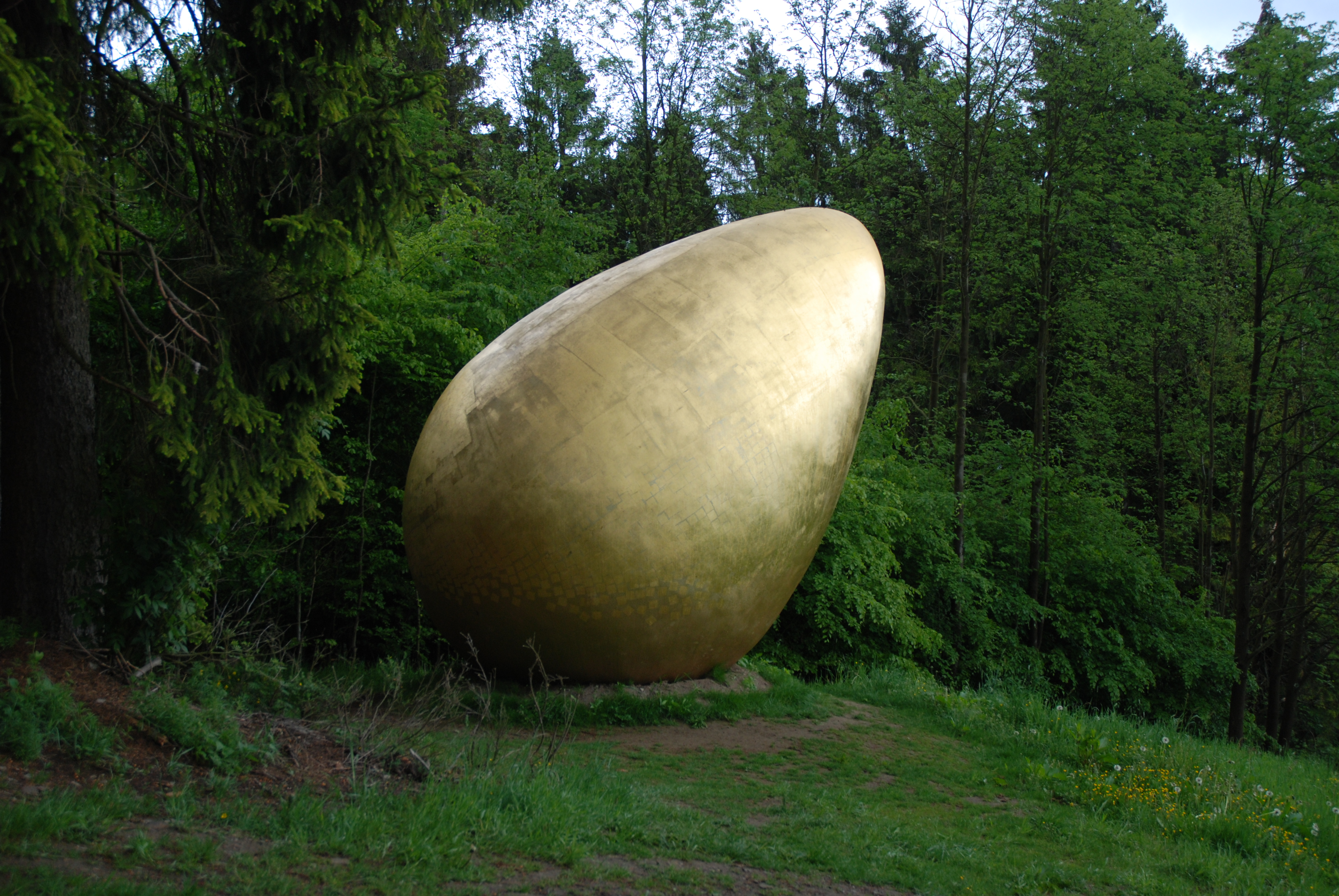
Magdalena Jetelová, scultura Was war zuerst? (2007/2009)

Magdalena Jetelová è conosciuta per le sue grandi sculture in legno: tavoli, sedie o scale ricavate da legno di rovere. Alcuni nuovi lavori sono stati realizzati anche con altri materiali, come ad esempio il cemento.
Per realizzare le sue fotografie negli anni Novanta, l'artista installava delle fonti luminose molto forti, che emettevano un raggio di luce in paesaggi isolati, privi di esseri umani. Il raggio di luce mostrava il paesaggio naturale o vi proiettava delle citazioni. Fatta eccezione per il fascio luminoso, le fotografie in bianco e nero rimangono molto scure, lasciando però visibili alcuni dettagli. La fotografa ha realizzato anche dei lavori su carta.